# Commission canadienne des droits de la personne
 (décembre 2012).
Si vous disposez d'ouvrages ou d'articles de référence ou si vous connaissez des sites web de qualité traitant du thème abordé ici, merci de compléter l'article en donnant les références utiles à sa vérifiabilité et en les liant à la section « Notes et références ».
Créée par le Parlement du Canada en 1977, la Commission canadienne des droits de la personne est chargée d’appliquer la Loi canadienne sur les droits de la personne et la Loi sur l'équité en matière d'emploi.
Les organisations à compétence fédérale assujetties à ces deux lois sont, entre autres, les ministères et organismes fédéraux, les sociétés d’État et certaines organisations privées telles que les banques, les transporteurs aériens, les entreprises de transports et de télécommunications.
La Loi canadienne sur les droits de la personne exige que la Commission protège les droits des Canadiens et des personnes se trouvant légalement au Canada. Son mandat vise un Canada soucieux du droit de tous les individus à l’égalité des chances d’épanouissement et de vivre leur vie sans être victimes de discrimination.
La Commission s’occupe des allégations de discrimination. La Loi exige que la Commission traite toute plainte pour discrimination. Dans la mesure du possible, la Commission incite les individus à régler leurs différends à l’amiable. 
Dans l’éventualité que les individus ne puissent régler leurs différends par eux-mêmes, la Commission peut faire une enquête. Si elle détermine que le cas est bien-fondé, la Commission peut demander au Tribunal canadien des droits de la personne de tenir des audiences. 
Dans certains cas, la Commission participe à l’audience du Tribunal. Cela se produit si la Commission considère que la plainte porte sur un sujet d’intérêt public. Une question est d’intérêt public lorsque la décision peut être utile pour éclaircir, influencer, modeler ou définir la législation relative aux droits de la personne.
La Loi sur l’équité en matière d’emploi exige que la Commission fasse la promotion de l’égalité en milieu de travail pour les quatre groupes désignés : les femmes, les Autochtones, les personnes handicapées et les personnes faisant partie des minorités visibles. Elle travaille avec les employeurs afin d’assurer que nul ne se voit refuser des occasions en matière d’emploi pour des motifs étrangers à sa compétence. La Commission mène à cette fin des vérifications pour aider les employeurs à se conformer aux exigences de la Loi sur l’équité en matière d’emploi.